# Nick & Norah - Tutto accadde in una notte
Nick & Norah - Tutto accadde in una notte (Nick and Norah's Infinite Playlist) è un film del 2008 diretto da Peter Sollett con protagonisti Michael Cera e Kat Dennings, adattamento cinematografico del romanzo Tutto accadde in una notte scritto da Rachel Cohn e David Levithan ed edito in Italia da Arnoldo Mondadori Editore.

## Trama
Nick O'Leary è un adolescente straight edge, sofferente dopo che la sua ragazza Tris lo ha lasciato. I suoi amici e membri del gruppo musicale di cui fa parte, Thom e Dev, cercano di farlo reagire. Norah Silverberg è una studentessa che frequenta lo stesso college di Tris, che trova nella spazzatura i CD che Nick le invia per riconquistarla, gettati nella spazzatura dalla stessa Tris. Quella notte, Norah e la sua migliore amica Caroline vanno nel locale dove Nick e la sua queercore band, The Jerk-Offs, si stanno esibendo. Durante il concerto, Nick intravede Tris con un altro ragazzo. Per difendersi da Tris, Norah chiede a Nick di fingersi il suo ragazzo: quei cinque minuti si trasformeranno in una notte intera, in cui Nick e Norah camminano per le strade di New York, tra le luci sfavillanti e le atmosfere magiche della città, confrontandosi con le canzoni amate e odiate che faranno da colonna sonora al loro nascente amore.

## Distribuzione
Il film è uscito nelle sale italiane il 13 febbraio 2009, su distribuzione Sony Pictures.

## Colonna sonora

### Tracce
1. Speed of Sound - Chris Bell
2. Lover - Devendra Banhart
3. Screw the Man - The Jerk Offs
4. Middle Management - Bishop Allen
5. Ottoman - Vampire Weekend
6. Riot Radio - The Dead 60s
7. Fever - Takka Takka
8. Xavia - The Submarines
9. Negative - Project Jenny, Project Jan
10. After Hours - We Are Scientists
11. Trust Your Stomach - Marching Band
12. Our Swords - Band of Horses
13. Silvery Sleds - Army Navy
14. Baby You're My Light - Richard Hawley
15. Very Loud - Shout Out Louds
16. How to Say Goodbye - Paul Tiernan
17. Last Words - The Real Tuesday Weld
18. Nick & Norah's Theme - Mark Mothersbaugh
19. Electro-Socket Blues - Rogue Wave

### Canzoni non incluse nella colonna sonora
- Where There's a Will, There's a Whalebone - Islands
- You Sexy Thing (I Believe in Miracles) - Hot Chocolate
- Balls Deep - Scissorfight
- You Don't Have to Say You Love Me - Dusty Springfield
- All The Wine - The National
- Insistor - Tapes 'n Tapes
- Boys Don't Cry (ringtone) - The Cure
- Sonido Total - The Pinker Tones
- Kennedy - Ratatat
- Little Motel - Modest Mouse
- Just the Way You Are - Billy Joel
- Twilight - The Raveonettes